# Gráfica de Levey-Jennings

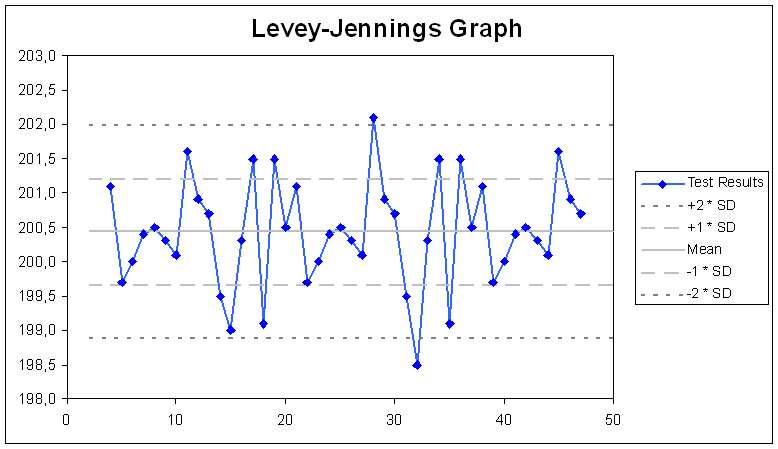
Un ejemplo de un gráfico de Levy-Jennings, con límites superiores e inferiores ubicados a una y dos veces el desvío estándar.

Una gráfica o carta de Levey-Jennings, es un tipo de gráfico de control de calidad en el cual los datos de control son presentados de manera tal que proveen una indicación visual rápida y precisa de que un determinado proceso se encuentra funcionando de manera adecuada. 
Sobre el eje X del gráfico se consigna la fecha y la hora, o más habitualmente el número de corrida analítica o medición; y sobre el eje Y se consignan la media del valor del control, y una serie de líneas a cada lado de la misma que indican los valores de uno, dos y a veces tres desvíos estándar para ese control. Este tipo de gráficos permite ver de manera rápida y sencilla cuan lejos del valor esperado se encuentra un resultado.

## Reglas de control
Sobre las cartas de Levey-Jennings pueden aplicarse reglas de control, tales como las reglas de Westgard, para determinar cuales de los resultados obtenidos en cada corrida analítica sobre la que se ha realizado un control pueden ser informados, o si deben ser corridos nuevamente luego de aplicar medidas correctivas. 

## Fundamentos y alcances
La formulación de las reglas de Westgard se basa en la aplicación de diferentes métodos estadísticos. Las reglas de Westgard se utilizan habitualmente para definir los límites de rendimiento de un ensayo determinado y pueden ser utilizadas tanto para detectar errores sistemáticos como aleatorios. También se encuentran programadas en muchos autoanalizadores permitiendo de esta manera automatizar el proceso de determinar cuando una corrida analítica debe ser rechazada. Son reglas que deben ser aplicadas con cuidado, para minimizar los falsos rechazos; y cuando se aplican a un gran volumen de resultados en instrumentos automatizados de química y hematología producen índices muy bajos de falsos rechazos.

## Diferencias con otros tipos de cartas de control
Las gráficas de Levey-Jennings difieren de las de Shewhart en la forma en la que se estima sigma, es decir la desviación estándar. Los gráficos de Levey-Jennings utilizan un estimado de largo plazo (por ejemplo resultados asociados a una población); mientras que los gráficos de Shewhart utilizan estimados a corto plazo (por ejemplo, resultados asociados a un lote o subgrupo).